# FBU's kvalifikation til DBUs Landspokalturnering for herrer 2009-10
Fyns Boldspil-Unions kvalifikation til DBUs Landspokalturnering for herrer 2009/2010 var én af DBU's seks lokalunioners kvalifikationsturneringer, der havde til formål at finde i alt 56 hold indrangeret i Danmarksserien eller lavere pr. sæsonen 2008-09 til den landsdækkende 1. runde i DBUs Landspokalturnering for herrer 2009/2010 (Ekstra Bladet Cup 2009/2010). FBU's turnering havde deltagelse af 75 hold, der spillede om otte ledige pladser i pokalturneringens 1. runde.
Turneringen blev afviklet som en cupturnering over fire omgange i foråret 2009, og de otte vindere i fjerde omgang kvalificerede sig til 1. runde af den landsdækkende pokalturnering. De otte pladser i 1. runde gik til holdene fra Marstal/Rise, Tved Boldklub, Boldklubben Marienlyst, Assens FC, Fjordager IF, Otterup B&IK, FC Campus og Tommerup Boldklub.

## Resultater

### 1. omgang
| Dato  | Kamp                                               | Res. |
| ----- | -------------------------------------------------- | ---- |
| 14.4. | B67, Odense – Egebjerg Fodbold                     | 3-1  |
| 14.4. | Holluf Pile-Tornbjerg IF – Brændekilde Bellinge BK | 2-4  |
| 14.4. | RG 2002 – Odense KFUM                              | 1-3  |
| 14.4. | Tårup IF – Birkende BK                             | 2-0  |
| 14.4. | Nørre Aaby IK – FK Utopia                          | 2-3  |
| 14.4. | Turup-Sandager IF – Langtved SGI                   | 2-7  |

| Dato  | Kamp                                 | Res. |
| ----- | ------------------------------------ | ---- |
| 14.4. | FC Sydfyn – Røde Stjerne             | 1-12 |
| 14.4. | Oure-skolernes BK – Østre BK         | 0-2  |
| 14.4. | Aunslev IF – Husby-Tanderup UG       | UHT  |
| 23.4. | Kværndrup BK – Højby S&G             | 1-2  |
| 23.4. | Verninge IF – Tranekær Tullebølle IF | 5-4  |

### 2. omgang
| Dato  | Kamp                                   | Res. |
| ----- | -------------------------------------- | ---- |
| 13.4. | Stjernen BK – OKS                      | 0-3  |
| 12.5. | Skårup IF – Marstal/Rise               | 1-7  |
| 12.5. | Hårslev BK – Langeskov IF              | 0-5  |
| 12.5. | Brylle BK – Glamsbjerg IF              | 5-2  |
| 12.5. | Søndersø BK – Kirkeby IF               | 1-3  |
| 12.5. | Hillerslev IF – Fraugde GIF            | 4-5  |
| 12.5. | Ebberup IF – Kerteminde BK             | 0-13 |
| 12.5. | Horne fS – Tved BK                     | 1-4  |
| 12.5. | Odense KFUM – FC Hjallese              | 2-1  |
| 12.5. | DBF Venner – BK Marienlyst             | 2-3  |
| 12.5. | Klinte Grindløse IF – Røde Stjerne     | 2-3  |
| 12.5. | Sanderum BK – Tåsinge fB               | 1-2  |
| 12.5. | Nr. Lyndelse/Søby FC – Tarup-Paarup IF | 1-3  |
| 12.5. | Veflinge GIF – FK Utopia               | 4-5  |
| 12.5. | Verninge IF – Brændekilde Bellinge BK  | 1-8  |
| 12.5. | DSI Odense – Assens FC                 | 1-2  |

| Dato  | Kamp                                      | Res. |
| ----- | ----------------------------------------- | ---- |
| 12.5. | Gelsted GIF – Ubberud IF                  | 1-4  |
| 12.5. | Hårby BK – Fjordager IF                   | 0-9  |
| 12.5. | BK Sydlangeland – Højby S&G               | 2-3  |
| 12.5. | Tårup IF – Fjelsted Brenderup Harndrup IF | UHT  |
| 12.5. | Nyborg GIF – Otterup B&IK                 | 2-4  |
| 12.5. | Allesø GF – Østre BK                      | 1-0  |
| 12.5. | Langtved SGI – BK Chang                   | 1-3  |
| 12.5. | Lumby IF 88 – Stige BK                    | 0-8  |
| 12.5. | Kerte GF – Munkebo BK                     | 0-10 |
| 12.5. | Skalbjerg BK – Aarup BK                   | 0-7  |
| 12.5. | FC Campus – Skt. Klemens Fangel IF        | 5-1  |
| 12.5. | Strib IF – B67, Odense                    | 3-4  |
| 12.5. | Aunslev IF – Årslev BK                    | 6-8  |
| 12.5. | Vindinge BK – Ringe BK                    | 1-4  |
| 12.5. | Tommerup BK – KR 70                       | 2-1  |
| 12.5. | Rudkøbing BK – FC Broby                   | 1-8  |

### 3. omgang
| Dato  | Kamp                     | Res. |
| ----- | ------------------------ | ---- |
| 20.5. | Højby S&G – Fjordager IF | 3-4  |
| 26.5. | Tårup IF – OKS           | 2-5  |
| 26.5. | Allesø GF – Otterup B&IK | 2-5  |
| 26.5. | BK Chang – Stige BK      | 1-2  |
| 26.5. | Munkebo BK – Aarup BK    | 4-1  |
| 26.5. | FC Campus – B67, Odense  | 2-1  |
| 26.5. | Årslev BK – Ringe BK     | 0-2  |
| 26.5. | Tommerup BK – FC Broby   | 4-0  |

| Dato  | Kamp                                | Res. |
| ----- | ----------------------------------- | ---- |
| 26.5. | Marstal/Rise – Langeskov IF         | 4-1  |
| 26.5. | Brylle BK – Kirkeby IF              | 4-2  |
| 26.5. | Fraugde GIF – Kerteminde BK         | 1-2  |
| 26.5. | Odense KFUM – Tved BK               | 0-1  |
| 26.5. | Røde Stjerne – BK Marienlyst        | 1-5  |
| 26.5. | Tarup-Paarup IF – Tåsinge fB        | 1-0  |
| 26.5. | FK Utopia – Brændekilde Bellinge BK | 8-6  |
| 28.5. | Ubberud IF – Assens FC              | 2-5  |

### 4. omgang[8]
De otte vindere i 4. omgang kvalificerede sig til 1. runde af DBUs Landspokalturnering 2009/2010 (Ekstra Bladet Cup 2009/2010).
| Dato | Kamp                            | Ref.          | Res. |
| ---- | ------------------------------- | ------------- | ---- |
| 9.6. | Brylle BK – Marstal/Rise        | [ 9 ]         | 1-7  |
| 9.6. | Kerteminde BK – Tved BK         | [ 10 ]        | 5-6  |
| 9.6. | Tarup-Paarup IF – BK Marienlyst | [ 12 ] [ 13 ] | 3-4  |
| 9.6. | FK Utopia – Assens FC           |               | 0-3  |

| Dato | Kamp                    | Ref.   | Res. |
| ---- | ----------------------- | ------ | ---- |
| 9.6. | Fjordager IF – OKS      |        | 4-2  |
| 9.6. | Stige BK – Otterup B&IK | [ 15 ] | 2-3  |
| 9.6. | FC Campus – Munkebo BK  | [ 17 ] | 3-2  |
| 9.6. | Ringe BK – Tommerup BK  |        | 0-2  |